# Supercoppa dei Paesi Bassi 2016
La Supercoppa dei Paesi Bassi 2016 (ufficialmente Johan Cruijff Schaal XIX) è stata la ventisettesima edizione della Johan Cruijff Schaal.
Si è svolta il 31 luglio 2016 all'Amsterdam ArenaA tra il Feyenoord, vincitore della Coppa dei Paesi Bassi 2015-2016, e il PSV, vincitore della Eredivisie 2015-2016.
La vittoria del trofeo è andata al PSV, che ha conquistato la sua undicesima Supercoppa.

## Partecipanti
| Squadre   | Qualificazione                                  | Partecipazioni precedenti (il grassetto indica la vittoria)                                   |
| --------- | ----------------------------------------------- | --------------------------------------------------------------------------------------------- |
| PSV       | Vincitore della Eredivisie 2015-2016            | 15 (1991, 1992, 1996, 1997, 1998, 2000, 2001, 2002, 2003, 2005, 2006, 2007, 2008, 2012, 2015) |
| Feyenoord | Vincitore della Coppa dei Paesi Bassi 2015-2016 | 7 (1991, 1992, 1993, 1994, 1995, 1999, 2008)                                                  |

## Tabellino
| Arbitro: | Serdar Gözübüyük |

|  |           |             |
|  | Marcatori | 38’ Pröpper |